# Resolució 746 del Consell de Seguretat de les Nacions Unides
La Resolució 746 del Consell de Seguretat de les Nacions Unides, adoptada per unanimitat el 17 de març de 1992 després de reafirmar la resolució 733 (1992), assenyalant un acord d'alto el foc a Mogadiscio i un informe del Secretari General de les Nacions Unides, el Consell va instar la continuació de l'ajuda humanitària de les Nacions Unides a Somàlia i va recolzar fermament la decisió del secretari general d'enviar-hi un equip tècnic.
El Consell va instar les faccions somalis a respectar l'acord d'alto el foc del 3 de març de 1992, i demanar a més que cooperessin amb el Secretari General, les Nacions Unides i les organitzacions internacionals per facilitar el lliurament de l'ajuda humanitària als necessitats. També va donar suport a la seva decisió d'enviar un equip tècnic a Somàlia que establís mecanismes de lliurament d'ajudes i va demanar a les faccions somalis que respectessin la seguretat i la seguretat de l'equip.
Finalment, la Resolució 746 va encoratjar la cooperació entre l'Organització de la Unitat Africana, la Lliga Àrab i l'Organització de la Conferència Islàmica i el Secretari General amb l'esperança de convocar una conferència per a la reconciliació nacional i Unitat a Somàlia.